# 穆州
穆州，渤海国置，治所在会农县（今朝鲜民主主义人民共和国咸镜北道庆源南龙北洞）。属东京龙原府。辽朝时，移治今辽宁省岫岩满族自治县东南洋河附近。金朝时废。